# كفر الحصة (القليوبية)
كفر الحصة إحدى قرى مركز بنها التابع لمحافظة القليوبية بجمهورية مصر العربية.

## السكان
بلغ عدد سكان كفر الحصة 2,330 نسمة، حسب الإحصاء الرسمي لعام 2006.